# Сомерсет (Індіана)
Сомерсет (англ. Somerset) — переписна місцевість (CDP) в США, в окрузі Вобаш штату Індіана. Населення — 385 осіб (2020).

## Географія
Сомерсет розташований за координатами 40°40′12″ пн. ш. 85°49′54″ зх. д. / 40.67000° пн. ш. 85.83167° зх. д. (40.670096, -85.831706).  За даними Бюро перепису населення США в 2010 році переписна місцевість мала площу 2,08 км², з яких 1,72 км² — суходіл та 0,36 км² — водойми.

## Демографія
Згідно з переписом 2010 року, у переписній місцевості мешкала 401 особа в 180 домогосподарствах у складі 124 родин. Густота населення становила 193 особи/км².  Було 197 помешкань (95/км²).
Расовий склад населення:
| - 98,5 % — білих - 0,2 % — азіатів |

До двох чи більше рас належало 1,0 %. Частка іспаномовних становила 0,7 % від усіх жителів.
За віковим діапазоном населення розподілялося таким чином: 19,0 % — особи молодші 18 років, 60,6 % — особи у віці 18—64 років, 20,4 % — особи у віці 65 років та старші. Медіана віку мешканця становила 49,8 року. На 100 осіб жіночої статі у переписній місцевості припадало 107,8 чоловіків;  на 100 жінок у віці від 18 років та старших — 112,4 чоловіків також старших 18 років.
Середній дохід на одне домашнє господарство  становив 63 524 долари США (медіана — 68 750), а середній дохід на одну сім'ю — 84 545 доларів (медіана — 78 708). За межею бідності перебувало 8,8 % осіб, у тому числі 0,0 % дітей у віці до 18 років та 21,7 % осіб у віці 65 років та старших.
Цивільне працевлаштоване населення становило 194 особи. Основні галузі зайнятості: освіта, охорона здоров'я та соціальна допомога — 50,5 %, фінанси, страхування та нерухомість — 13,4 %, виробництво — 12,4 %.